# بيتر هاردكاسل
بيتر هاردكاسل (بالإنجليزية: Peter Hardcastle)‏ هو مجدف أسترالي، ولد في 14 يوليو 1978 في روتشفورد ‏ في المملكة المتحدة.

## وصلات خارجية
- بيتر هاردكاسل على موقع الاتحاد الدولي للتجديف (الإنجليزية)
- بيتر هاردكاسل على موقع اللجنة الأولمبية الدولية (الإنجليزية)
- بيتر هاردكاسل على موقع أوليمبيديا (الإنجليزية)